# Guy Ier de Thouars

Ne pas confondre Guy Ier de Thouars avec son oncle Guy de Thouars, époux de Constance de Bretagne, qui deviendra duc baillistre de Bretagne.
Pour les articles homonymes, voir Guy Ier.
Guy Ier de Thouars, né en 1183 et décédé au début du mois d'avril 1242, est un membre important de la noblesse poitevine, de la première moitié du XIIIe siècle, issu de la maison de Thouars.
- 21e vicomte de Thouars : 1234-1242.

## Biographie

### Famille
Gui Ier est le second fils d'Aimery VII (v. 1125-1226), vicomte de Thouars (1173-1226) et de sa première épouse Sibylle,. Son père, proche de Richard Cœur de Lion,, et de la duchesse-reine Aliénor d'Aquitaine,,, a occupé une place importante au sein de la société féodale poitevine. À la suite du soulèvement de la noblesse poitevine contre Jean sans terre et l'assassinat d'Arthur de Bretagne, Aimery VII reçu de la part du roi de France, Philippe Auguste, la charge de sénéchal du Poitou et de l'Aquitaine à perpétuité ,. Aimery VII, père de Guy, était l'un des premiers barons d'Aquitaine.
Guy Ier de Thouars a pour frère aîné Guillaume, qui décède avant lui, ainsi que deux frères cadets Aimery VIII et Geoffroy, trésorier de Saint-Hilaire de Poitiers. Guy a également deux sœurs, Amable et Alix.
Son oncle paternel, Guy de Thouars, fait une union prestigieuse en épousant la veuve de Geoffroy Plantagenet, prince d'Angleterre : Constance, duchesse de Bretagne, mère d'Arthur.

### Vie politique
Gui Ier est seigneur de Vihiers dès 1227 et succède à son oncle, Raymond Ier, en 1234 comme vicomte de Thouars. Guy est un soutien du roi d'Angleterre, Henri III, en Poitou. Il lui reste fidèle mais décède en 1242 au début de la révolte menée par le comte de la Marche, Hugues X de Lusignan contre le pouvoir capétien. Ses frères Aimery VIII, qui lui succède, et Geoffroy rallient le camp capétien dès le début des hostilités en avril 1242,.

## Mariage et descendance

### Alix de Mauléon
Alix (♰ ap. 2 juill. 1246) est la fille du célèbre et puissant Savary de Mauléon ( 1233), troubadour, influent politique, partisan des rois-ducs Plantagenêt en Poitou, et de Belle-Assez de Pareds, dame de Pouzauges. 
En 1239, Gui Ier épouse Alix de Mauléon qui lui apporte la châtellenie de Pouzauges,. L'année suivante, Alix hérite de la châtellenie de Châteauneuf en Gâtine (à Largeasse), couvrant la partie nord de l'actuel canton de Secondigny : Largeasse, Neuvy-Bouin, Pougne-Hérisson et Saint-Aubin le Cloud[réf. nécessaire].

### Postérité
Le couple a cinq enfants connus :
- Aimery IX, vicomte de Thouars (1246-1256). Il épouse vers 1246 Marguerite de Lusignan, fille d'Hugues X de Lusignan, comte de la Marche, et d'IsabelleTaillefer, comtesse d'Angoulême, et reine consort d'Angleterre[25] ;
- Aumur (ou Aumarie, Aumou), épouse de Geoffroy V, seigneur de Châteaubriant et de Candé[26] ;
- Renaud Ier, seigneur de Vihiers puis vicomte de Thouars (1256-1269). Il épouse Aliénor de Soissons[27] ;
- Belle-Assez, épouse le 2 juillet 1247 le fils son beau-frère, Geoffroy VI de Chateaubriant[26] ;
- Savary IV, vicomte de Thouars (1269-1274). Il épouse Agnès de Pons[28].
- Inconnue, qui a épousé avant juillet 1246 Guillaume Maingot, seigneur de Surgères. Elle semble être décédée avant 1268[29].

## Sources et bibliographie

### Sources diplomatiques
- « Cartulaire de l'abbaye de Chambon », éd. Hugues Imbert, Mémoires de la Société de statistique, sciences, lettres et arts du département des Deux-Sèvres, 2e série, t. XIII, Niort, Clouzot, 1873-1874, p. 191-304. [lire en ligne]